# Juan Manuel Gutiérrez
Juan Manuel Gutiérrez Freire (* 4. Februar 2002 in Atlántida) ist ein uruguayischer Fußballspieler, der seit September 2020 beim spanischen Erstligisten UD Almería unter Vertrag steht und aktuell an Nacional Montevideo ausgeliehen ist. Der Stürmer ist ehemaliger uruguayischer U17-Nationalspieler.

## Karriere

### Verein
Der in Atlántida geborene Juan Manuel Gutiérrez wechselte im Jahr 2015 in die Nachwuchsabteilung des Danubio FC. Am 16. Mai 2018 (1. Spieltag der Intermedio) debütierte er bei der 0:2-Heimniederlage gegen die Montevideo Wanderers mit 16 Jahren in der höchsten uruguayischen Spielklasse, als er in der 81. Spielminute für Nicolás Prieto eingewechselt wurde. In diesem Spieljahr 2018 bestritt der Stürmer fünf Ligaspiele. Ab Mai 2019 stand er bereits regelmäßig für die Franja auf dem Platz und am 25. August 2019 (6. Spieltag der Intermedio) erzielte er bei der 1:3-Auswärtsniederlage gegen Defensor Sporting sein erstes Ligator. Gutiérrez kam in dieser Saison 2019 in 21 Ligaspielen zum Einsatz, in denen er diesen einen Torerfolg verbuchen konnte.
Am 17. Februar 2020 (1. Spieltag der Apertura) führte er bei der 0:1-Auswärtsniederlage gegen den Cerro Largo FC mit 18 Jahren seine Mannschaft erstmals auf den Kapitän auf das Spielfeld. Bis zu seinem Wechsel stand er im Spieljahr 2020 in elf Ligaspielen auf dem Platz, in denen dem Stürmer ein Treffer gelang.
Am 15. September 2020 wechselte Gutíerrez zum spanischen Zweitligisten UD Almería, wo er einen Fünfjahresvertrag unterzeichnete. Er folgte damit dem Beispiel seines Landsmannes Darwin Núñez, der in der vorigen Saison bei den Rojiblancos zu einem der talentiertesten Stürmer reifte und nur Tage zuvor den Sprung zu Benfica Lissabon wagte. Im August 2021 schloss sich der Spieler für zwei Jahre auf Leihbasis Nacional Montevideo an.

### Nationalmannschaft
Juan Manuel Gutiérrez nahm mit der uruguayischer U17-Nationalmannschaft an der U17-Südamerikameisterschaft 2019 in Peru teil. Dort bestritt er alle neun Spiele für die Auswahl, in denen er zwei Treffer erzielte.